# Istmo de las fauces
El Istmo de las fauces se ubica en la bucofaringe u orofaringe y se extiende del velo del paladar por arriba al borde superior de la epiglotis por abajo. Se comunica hacia adelante con la cavidad bucal a través del istmo bucofaríngeo, delimitado hacia arriba por el velo del paladar, a los lados por los pilares anteriores del mismo y hacia abajo por la lengua. Éste es la parte de la bucofaringe situada entre los pilares anteriores y posteriores del velo del paladar de ambos lados. Toda la región se caracteriza por presentar un "anillo linfático, formado principalmente por la amígdala nasofaríngea hacia arriba, las amígdalas palatinas a los lados y la amígdala lingual hacia abajo.
- Datos: Q277357